# Linda Sunesdotter
Linda Sunesdotter, född 25 november 1978 i Älmhult, är en svensk violinist.

## Biografi
Sunesdotter började spela violin när hon var fem år. Hon studerade under 90-talet på Malmö Musikhögskolas Musikerutbildning. Efter avslutade studier på Malmö Musikhögskola slutade hon att spela violin. Några år senare tog hon upp violinen igen och började spela bland annat popmusik.
Sunesdotter släppte sin första skiva med namnet Sunesdotter i början av hösten 2008. Hon samarbetade 2009 med bland annat med Jens Andersson, Rasmus Svensson och Isak Kuritzén i Meet A Genius där de tolkade kända artister. Hon har medverkat på Doreen Månssons skiva Dilemman med Doreen (2011) samt Ta min hand – en röst för de glömda barnen (2010) som gavs ut av SOS Barnbyar och inkluderade artister som Alcazar, Lasse Berghagen och Martin Stenmarck. Hon har samarbetat med flera popmusiker som till exempel Moto Boy och The Ark. Hon medverkade 2022 på Filts skiva Över Frusen Vän.
Linda Sunesdotter driver sedan många år Sunesdotters Stråkskola, en privat musikskola med inriktning på violin.